# Lernertragsresümee
Beim Lernertragsresümee wird mit Hilfe von offenen Fragen versucht, die Inhalte und den Ertrag einer Lernphase zu reflektieren. Die als unvollständige Satzanfänge formulierten Fragen sollen dabei vervollständigt werden. Das erleichtert es, persönliche Anmerkungen unterschiedlichen Niveaus zu formulieren.
Dadurch kann sichtbar gemacht werden, was gelernt wurde, da die Schüler auch dazu angeregt werden, über den eigenen Lernvorgang zu reflektieren. Wiederum kann die Lehrperson das Lernertragsresümee für formative Bewertungen und als Feedback für ihren Unterricht nutzen und bereits in der Folgestunde darauf eingehen.
In Österreich wird das Lernertragsresümee als ein „innovativer Ansatz“ zur Leistungsfeststellung bewertet.